# Zaklon
Zaklon je sve ono što može poslužiti kao sklonište i zaštita od raznih opasnosti.

## Zakloni u vojnom smislu
Zakloni su vrsta objekata utvrđivanja u obliku iskopina, a služe za djelovanje i zaštitu jednog ili više vojnika, topničkog i raketnog oružja ili borbenih vozila (tenkova, oklopnih vozila i transportera), odnosno objekti za zaštitu neborbenih vozila, tehničkih i drugih sredstava. Pod zaklonom se smatra i svi drugi prirodni i umjetni objekti (stablo, kamen, zemljišno udubljenje, jarak, nasip, ograda, zgrada i dr.) koji mogu poslužiti za tu svrhu. 

## Vanjske poveznice
Ostali projekti
|  | Zajednički poslužitelj ima još gradiva o temi Zaklon |